# Linia M1 a metroului din București
Magistrala 1 este cea mai veche magistrală a metroului bucureștean, fiind deschisă oficial pe 19 decembrie 1979. Magistrala formează o „centură” ce înconjoară centrul orașului, având o lungime de 31,01 km și 22 de stații. M1 este de obicei colorată în galben pe harta metroului.

## Istoria magistralei
În octombrie 1974 Comitetul Executiv ține o ședință în care „se aprobă să se treacă la elaborarea documentațiilor tehnice de construcția metroului în Capitală. Comitetul Executiv a stabilit ca lucrările de construcție a primei linii de metrou să înceapă în cursul anului 1975”. Proiectul prevedea în acel moment existența a trei magistrale, diferite de cele existente în prezent. Magistrala I (Stăvilarul Ciurel—Titan) era orientată est-vest și avea patru tronsoane: Semănătoarea—Timpuri Noi; Timpuri Noi—Republica; derivația Eroilor—I.R.E.M.O.A.S. (în prezent Preciziei); derivația Semănătoarea—Podul Grant (stație care a fost înlocuită de Crângași).

### Tronsonul 1
Primul tronson a fost deschis publicului pe data de 19 noiembrie 1979, iar deschiderea oficiala a avut loc pe 19 decembrie 1979. Tronsonul avea o lungime de 8,63 km și dispunea de 6 stații: Semănătoarea, Grozăvești, Eroilor, Izvor, Piața Unirii și Timpuri Noi.

### Tronsonul 2
Acesta a fost deschis în decembrie 1981 și a continuat drumul spre est; cele două tronsoane aveau lungimea de 18,73 km. Numărul stațiilor crescuse la 12, cele proaspăt deschise fiind: Mihai Bravu, Dristor, Leontin Sălăjan (denumită ulterior "Nicolae Grigorescu"), Titan, Muncii (denumită ulterior "Costin Georgian"), Republica.:p. 7

### Derivația Industriilor
Următoarea etapă de dezvoltare a reprezentat-o în august 1983 ramificația Eroilor - Industriilor, constând din 5 stații de-a lungul noii linii lungi de 8,83 km, ce face în prezent parte din M3: Eroilor, Politehnica, Armata Poporului, Păcii și Industriilor. Trenurile circulau cu aceeași frecvență pe cele două ramificații, astfel încât să poată fi încadrate alternativ pe porțiunea comună (Eroilor - Republica).

### Prelungiri
În 1984 și respectiv 1987 a fost prelungită linia inițială, întâi până la Crângași (0,97 km), și apoi până la Gara de Nord (2,83 km). Stația Basarab era prevăzută în planuri, dar nu a fost dată în folosință până la sfârșitul anului 1992.

### Închiderea buclei
În august 1989 a fost finalizată „a treia magistrală”, care adăuga încă o stație de corespondență cu M2 și ajungea la Dristor, în loc de Pantelimon cum fusese la un moment dat planificat. Acest tronson avea 7,8 km și 6 stații: Piața Victoriei 2, Ștefan cel Mare, Obor, Iancului, Piața Muncii și Dristor 2.

### Extinderi și redenumiri
La scurt timp după revoluția din decembrie 1989 au fost schimbate mai multe denumiri de stații, în principal cele care aminteau de perioada comunistă. Astfel, pe Magistrala 1 Leontin Sălăjan a devenit Nicolae Grigorescu, iar Muncii a fost redenumită în Costin Georgian. Pe 7 iulie 1991 (după alte surse în ianuarie 1990 sau mai 1991) a fost adăugată stația Antilopa (ulterior redenumită Pantelimon), legată printr-o singură linie de 0,68 km de Republica. În 2009, în cadrul unei campanii de actualizare a numelor stațiilor de metrou, stația Semănătoarea a fost redenumită în Petrache Poenaru.

## Date tehnice
Ca și restul rețelei de metrou din București, linia M1 este complet subterană. Rețeaua de contact este de 750V CC (intervalul admis fiind 600-950 V):p. 10, alimentarea făcându-se prin a treia șină (în trafic) sau prin pantografe (în depouri). Viteza maximă este de 80 km/h, pe șine de tip 49 și tip 60, cu traverse de lemn (pe primul tronson) sau de beton armat (pe celelalte tronsoane) și cu ecartament de 1432 mm În funcție de caracteristicile terenului, tunelele au fost realizate în săpătură deschisă sau cu ajutorului unor scuturi manuale construite la Uzinele „23 August”.
Trenurile magistralei sunt întreținute în depourile Ciurel și Pantelimon.

## Material rulant

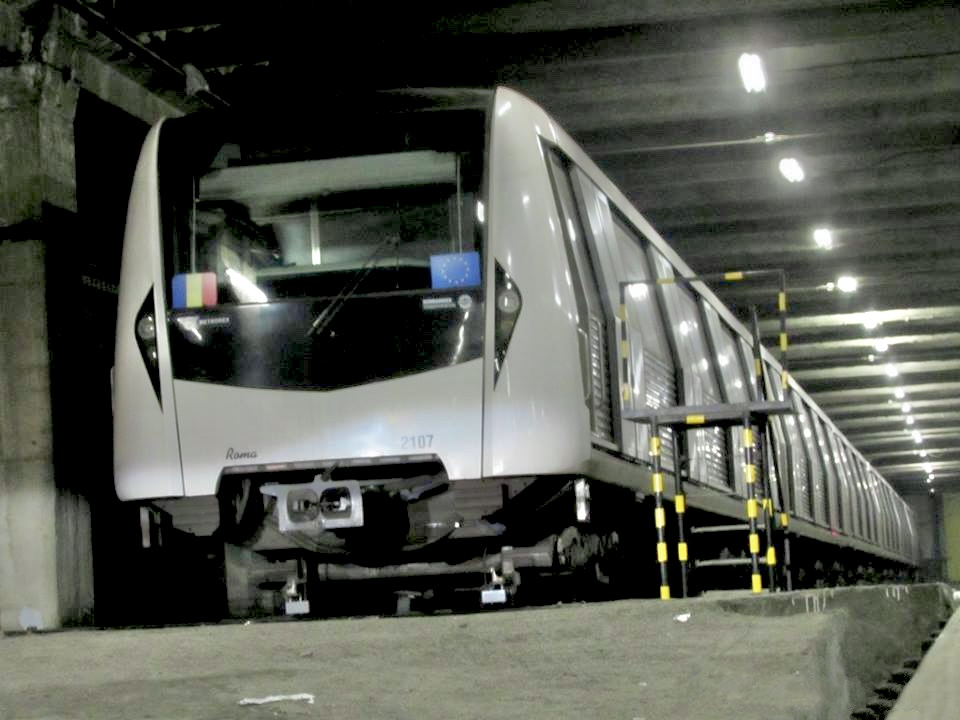
Tren Bombardier Movia

Linia este deservită de trenuri Bombardier Movia (varianta BM21 din 2008 și BM2 din 2014). Varianta BM2 a fost introdusă mai întâi pe M2 și apoi, odată cu introducerea trenurilor BM3, o parte din trenuri au fost mutate pe M1 și M3 pentru a înlocui ramele Astra.